# Hot Shot Games
Hot Shot Games is een attractie in Attractiepark Slagharen.

## Over de attractie
Bij Hot Shot Games kun je ballen gooien. Meestal gaat dit met drie ballen, waarmee je een zestal blikken moet omgooien. De attractie bevindt zich vlak bij Ripsaw Falls en is vlak bij het centrale plein bij de ingang.
Afbeeldingen · Main Street